# Antar (Rimski-Korsakov)
Pour les articles homonymes, voir Symphonie no 2.

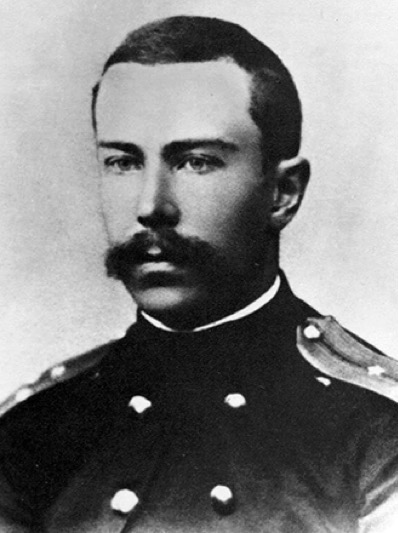
Rimsky-Korsakov, 1866.

Antar (en russe : Антар ; en orthographe précédant la réforme de 1917-1918 : Антаръ), op. 9, est une œuvre symphonique de Nikolaï Rimski-Korsakov, que le compositeur retravailla à plusieurs reprises dans sa vie.
Après le succès de sa première symphonie, Rimski-Korsakov se décida définitivement à devenir compositeur. Influencé par Berlioz et Liszt et son goût du folklore russe, il entreprit en 1867 son premier poème symphonique Sadko (qu'il reprit plus tard pour en faire un opéra). Antar, qu'il composa entre janvier et août 1868 et qui fut créé en mars 1869, se situe entre ces deux influences de la symphonie et du poème symphonique. L'idée lui en fut donnée par Modeste Moussorgski et César Cui, suivant un poème d'Ossip Senkovski. Sa forme, bien qu'en quatre mouvements, est toutefois plus proche de la suite de tableaux orchestraux que de la symphonie traditionnelle, comme le sera Schéhérazade (1888) qu'il annonce et qui sera l'aboutissement de cette recherche formelle.
Rimski-Korsakov reprit son œuvre en 1875-1876, y apporta quelques changements mineurs et la nomma cette fois Symphonie n° 2. Elle fut publiée sous ce titre en 1880.
Lors d'une nouvelle publication en 1903, fruit d'un travail effectué en 1897, Antar devint Suite symphonique, sous-titrée entre parenthèses Deuxième symphonie. Dans la publication définitive de 1913, après de nouveaux changements de tonalités et d'orchestration, elle ne fut plus que Suite symphonique.  
1. Largo - Allegro - Largo - Allegretto - Adagio - Allegretto - Largo
2. Allegro
3. Allegro risoluto
4. Allegretto - Adagio

Durée approximative : 30 minutes.
Debussy qualifiait l’œuvre de « pur chef-d’œuvre ».
« rien ne peut dire le charme des thèmes et l'éblouissement de l'orchestre ; je défie qui que ce soit de rester insensible à la puissance de cette musique » (Gil Blas -16 mars 1903).

 Antar, grand guerrier des légendes arabes, erre dans les ruines de l'antique Palmyre. Une magnifique gazelle apparaît, poursuivie par un immense oiseau noir. Antar le fait fuir, mais la gazelle se sauve. En rêve, il apprend qu'elle n'était autre que l'ancienne reine de Palmyre, Gul Nazar, qui lui promet une grande récompense. Après diverses aventures, Antar goûte enfin à l'amour de la reine et à la joie céleste. Il lui demande de le tuer si sa passion semble s'éteindre. Il meurt, et tous deux gagnent le paradis et la félicité éternelle.